# Hyppighed
Hyppigheden angiver hvor ofte en given situation, eller et element, forekommer i en statistik eller optælling. Hyppighed indgår som en del i matematisk statistik. Ordet antal kan anvendes synonymt med ordet hyppighed.
| Matematik | Spire Denne artikel om matematik er en spire som bør udbygges. Du er velkommen til at hjælpe Wikipedia ved at udvide den. |